# Cabo Espichel
O Cabo Espichel é promontório localizado em Portugal, a oeste da vila de Sesimbra. É delimitado a sul e oeste pelo oceano Atlântico e a norte pela Estrada Nacional 379 e a Ribeira dos Caixeiros. Marca a extremidade sudoeste da península de Setúbal. No cabo vislumbra-se, vertiginosa e abissal, a Baía dos Lagosteiros.
No Cabo Espichel encontra-se o arbusto paquicaule Euphorbia pedroi Molero & Rovira, 1997 (Euphorbiaceae), "trovisco-do-espichel", endemismo local. Mais informações sobre a flora local encontram-se no verbete sobre o Parque Natural da Arrábida.

## Pegadas de dinossauros
Pouco a norte do cabo, nas arribas que limitam a Baia dos Lagosteiros, estão localizadas duas importantes jazidas paleoicnológicas, contendo diversas trilhas de dinossauros, e declaradas áreas protegidas, que são o Monumento Natural da Pedra da Mua e o Monumento Natural dos Lagosteiros.
Mais a norte, foram também descobertas 614 pegadas de dinossauro, localizadas numa área de 1350 m2, entre a Boca do Chapim e a Praia do Areia do Mastro.

As pegadas, com cerca de 129 milhões de anos, pertencem a dinossauros carnívoros (terópodes – 93 pegadas) e herbívoros saurópodes – 324 pegadas; ornitópodes – 197 pegadas) do Período Cretáceo Inferior.

## Conjunto histórico
No Cabo Espichel situa-se o conjunto do Santuário de Nossa Senhora do Cabo Espichel - Igreja de Nossa Senhora do Cabo, Ermida da Memória, Casa dos Círios, Terreiro no Cabo Espichel, Cruzeiro, Casa da Água e Aqueduto no Cabo Espichel.

## Ligações externas

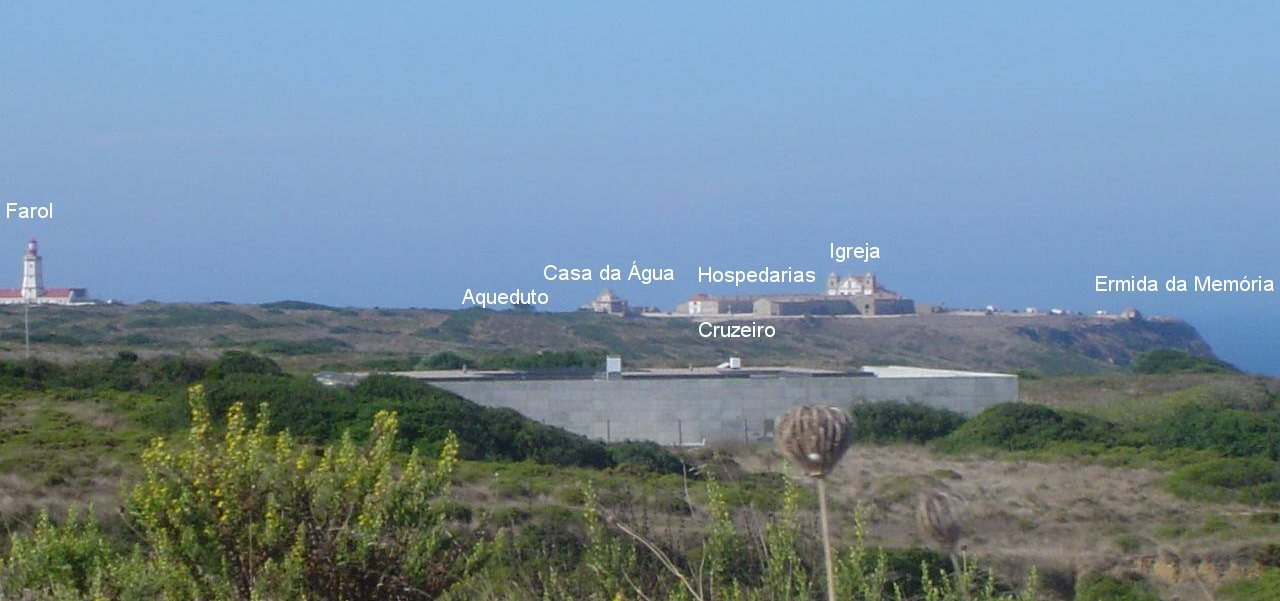
Santuário de Nossa Senhora do Cabo Espichel